# 黃國卿
黃國卿（1511年—1562年），字君任，號滄溪，廣東潮州府揭陽縣人，民籍，明朝政治人物。

## 生平
嘉靖十年（1531年）辛卯科廣東鄉試第六十名舉人，二十三年（1544年）中式甲辰科會試第三十一名，三甲第十六名進士。授溫州府推官，二十八年（1549年）升戶部主事，升郎中，三十四年（1555年）出為吉安府知府，升江西按察司副使，改浙江布政使司參政，四十一年升福建按察使，未及上任而卒。

## 家族
曾祖黃崇；祖父黃三才；父黃邦傑，母張氏。慈侍下。兄黃國賓，弟黃國治。